# الهجرة الكردية إلى سوريا
الأكراد هم أكبر شعب في العالم بدون دولتهم العرقية. هناك ما يقرب من 27 مليون كردي منتشرين في جميع أنحاء العالم اليوم، تعيش غالبيتهم العظمى في الشرق الأوسط، وخاصة في تركيا. يمكن أيضًا العثور على مجتمعات كردية كبيرة في أرمينيا وأذربيجان وألمانيا والسويد. هاجر غالبية الأكراد في سوريا من تركيا إلى سوريا خلال عهد الانتداب الفرنسي في القرن العشرين، هربًا من القمع القاسي الذي تعرض له الأكراد في ذلك البلد.

## موجات الهجرة في القرن العشرين
تحركت مجموعات كبيرة من الأكراد إلى خارج تركيا خلال فترة ما بين الحربين العالميتين، حيث كانت الحملة التركية لاستيعاب سكانها الأكراد في ذروتها. في إشارة إلى ذلك، يقول خبير الدراسات الكردية جوردي تيجيل :
حتى بداية القرن العشرين، كانت محافظة الحسكة (التي كانت تُعرف آنذاك بمقاطعة الجزيرة) منطقة فارغة مخصصة أساسًا للمراعي الخاضعة لسيطرة البدو الرحل وشبه المستقرين من قبائل شمر وطيء. وصلت الموجات الأولى من الأكراد مع وضع الجزء حلب - بغداد من سكة حديد برلين - بغداد . عندما كان الجنرال الفرنسي موريس أبادي يشرف على الاحتلال الفرنسي لسوريا، أبدى ملاحظات حول تاريخ الاستيطان الكردي في سوريا والمنطقة الواقعة إلى الغرب من نهر الفرات بشكل عام:

### حقبة الانتداب الفرنسي (1920-1946)
خلال الحرب العالمية الأولى والسنوات اللاحقة، فر الآلاف من السريان من منازلهم في الأناضول بعد المذابح وأنشأوا بلدات مثل القامشلي وقبور البيض (القحطانية حاليا) والمالكية. خلال عشرينيات القرن الماضي، تدهور الوضع العسكري في جنوب شرق تركيا. في شباط وآذار 1925، قاد رجل الدين الكردي الشيخ سعيد بيران ثورة في الأجزاء الشمالية من ولاية ديار بكر، وسيطر على مساحات شاسعة من جنوب شرق تركيا، وحاصر مدينة ديار بكر. أجبر القتال لقمع التمرد عشرات الآلاف من الأكراد على الفرار من منازلهم في جبال تركيا والعبور إلى سورية. كان هذا التمرد أول تمرد كبير في سلسلة طويلة من التمردات والصراعات بين السكان الأكراد والسلطات الكمالية. قدر عدد الأكراد الذين استقروا في منطقة الجزيرة خلال عشرينيات القرن الماضي بحوالي 20.000  إلى 25.000 شخص. أحدثت هذه الأرقام تحولًا ديموغرافيًا هائلاً في عدد سكان الجزيرة الذي قُدّر بنحو 40 ألف نسمة عام 1929.
شجعت سلطات الانتداب الفرنسي هذه الهجرة الكردية  ومنحت المهاجرين حقوقًا كبيرة، بما في ذلك الجنسية السورية كجزء من استراتيجية فرق تسد. كانت هذه السياسة المواتية تجاه الهجرة الكردية إلى سوريا جزءًا من خطة نفذها الضابط الفرنسي بيير تيرييه (بالفرنسية: Pierre Terrier) (والتي أصبحت تُعرف باسم خطة تيرييه) بهدف خلق انقسامات بين الأغلبية والأقلية في سوريا. شكلت خطة تيرييه ما يعرف بالسياسة الكردية من قبل سلطات الانتداب. استخدمت هذه الخطة أيضًا المهاجرين الجدد في مشروع "التوطين" (أو التهدئة) الذي يهدف إلى استصلاح مساحات شاسعة من الأراضي من أجل جعل الانتداب أكثر ربحية من الناحية المالية للفرنسيين. في حرصه على زيادة عدد السكان في المنطقة خالف تيرييه أحيانًا توجيهات المفوضية العليا الفرنسية في بيروت. عمل بعض الوافدين الجدد مع الفرنسيين ضد السكان المحليين. ومن الأمثلة البارزة على ذلك زعيم القبيلة الكردية حاجو آغا من قبيلة هافيرغان ذات النفوذ الذي هاجر من تركيا مع أكثر من 600 عائلة بأسلحتهم وأغنامهم، واستقروا في قبور البيض. في أجزاء مختلفة من سوريا، جند الفرنسيون بكثافة أفرادا من الأكراد والأقليات الأخرى مثل العلويين والدروز لقواتهم المسلحة المحلية.
خلال 12 سنة، تضاعف عدد التجمعات السكانية الكردية في المنطقة بشكل جنوني، حيث تشير التقارير الرسمية الفرنسية إلى وجود 45 قرية كردية على الأكثر في الجزيرة قبل عام 1927. وصلت موجة جديدة من اللاجئين عام 1929. استمرت سلطات الانتداب في تشجيع الهجرة الكردية إلى سوريا، وبحلول عام 1939، كان عدد القرى يتراوح بين 700 و 800 قرية. أدت هذه الموجات المستمرة إلى تضخم عدد الأكراد في المنطقة، وقدر الجغرافيان الفرنسيان فيفريه وجيبر  أنه في عام 1953، كان الفلاحون الأكراد يشكلون 60,000 (ما نسبته 41% من السكان) من إجمالي 146,000 نسمة في الجزيرة، بينما كان 34% من العرب شبه المستقرين والبدو الرحل (50,000 نسمة)، وربع السكان كانوا من المسيحيين.
أشرفت السلطات الفرنسية نفسها على توطين اللاجئين، ونُفذت إحدى أهم هذه المخططات في الجزيرة العليا شمال شرق سوريا حيث بنى الفرنسيون بلدات وقرى جديدة مثل القامشلي (عام 1926) والمالكية (التي كانت تسمى ديريك ,مركز قضاء  دجلة ) بهدف إسكان واستمالة اللاجئين الجدد الذين اعتبرهم الفرنسيون موالين (مسيحيون وأكراد) بهدف استخدامهم ضد الأكثرية العربية التي كانت منتفضة ضد الفرنسيين. وقد شجع هذا أيضًا الأقليات غير التركية التي تعرضت إلى ضغوط تركية على مغادرة منازل أجدادهم وممتلكاتهم، فتمكنوا من العثور على ملاذ وإعادة بناء حياتهم في أمان نسبي في سوريا المجاورة. ونتيجة لذلك، بدأت المناطق الحدودية في محافظة الحسكة بين القامشلي والمالكية تصطبغ بأغلبية كردية، بينما ظل العرب يشكلون الأغلبية في سهول الأنهار وأماكن أخرى.

بسبب موجات الهجرة المتتالية، وخاصة من الأكراد من تركيا، شهد عدد السكان في شمال شرق سوريا عدة قفزات كبيرة وغير طبيعية (كما هو موضح في الجدول). على سبيل المثال، قفز عدد سكان الجزيرة بنسبة 42.7% بين عامي 1931 و 1932. وبالمثل، قفز عدد السكان بنسبة 45.8% بين عامي 1933 و 1935. حدثت قفزة كبيرة أخرى في عام 1953 عندما تضخم عدد السكان بنسبة 30.8% مقارنة بالعام السابق.
لخص الجغرافي الفرنسي روبرت مونتاني الوضع في عام 1932 على النحو التالي:
في عام 1939، أبلغت سلطات الانتداب الفرنسي عن أعداد السكان التالية لمختلف الجماعات العرقية والدينية في وسط مدينة الحسكة.
| يصرف                                      | عرب   | كرد    | مسيحيون | أرمن | ايزيديون | آشوريون |
| ----------------------------------------- | ----- | ------ | ------- | ---- | -------- | ------- |
| مركز مدينة الحسكة                         | 7133  | 360    | 5700    | 500  |          |         |
| تل تمر                                    |       |        |         |      |          | 8767    |
| رأس العين                                 | 2،283 | 1،025  | 2،263   |      |          |         |
| الشدادي                                   | 2،610 |        | 6       |      |          |         |
| تل براك                                   | 4،509 | 905    |         | 200  |          |         |
| مركز مدينة القامشلي                       | 7990  | 5،892  | 14،140  | 3500 | 720      |         |
| عامودا                                    |       | 11،260 | 1500    |      | 720      |         |
| الدرباسية                                 | 3،011 | 7899   | 2،382   |      | 425      |         |
| تل شاغربازار ( حطين )                     | 380   | 3810   | 3       |      |          |         |
| عين ديوار                                 |       | 3،608  | 900     |      |          |         |
| ديريك (أعيدت تسميتها فيما بعد بالمالكية ) | 44    | 1،685  | 1،204   |      |          |         |
| المصطفاوية                                | 344   | 959    | 50      |      |          |         |
| ديرونا آغا ( دير الغصن )                  | 570   | 5،097  | 27      |      |          |         |
| تل كوجك (سميت اليعربية فيما بعد)          | 165   |        |         |      |          |         |

### بعد الحرب العالمية الثانية
استمرت الهجرة غير الشرعية على طول الحدود من رأس العين إلى المالكية بعد الحرب العالمية الثانية. استقرت موجة كبيرة أخرى من المهاجرين الأكراد غير الشرعيين في المنطقة على طول الحدود في المراكز السكانية الرئيسية مثل الدرباسية وعامودا والمالكية. تمكن العديد من هؤلاء الأكراد من تسجيل أنفسهم بشكل غير قانوني في السجلات المدنية السورية. كما تمكنوا من الحصول على بطاقات الهوية السورية من خلال وسائل مختلفة بمساعدة أقاربهم وأفراد قبائلهم. يُعتقد أن الإصلاح الزراعي شجع هجرتهم في محاولة للاستفادة من إعادة توزيع الأراضي على النمط الاشتراكي. أظهرت الأرقام الرسمية المتوفرة في عام 1961 أنه في فترة سبع سنوات فقط، بين عامي 1954 و 1961، زاد عدد سكان محافظة الحسكة من 240 ألفًا إلى 305 آلاف نسمة، بزيادة قدرها 27% لا يمكن تفسيرها فقط بالزيادة الطبيعية. كانت الحكومة قلقة بما فيه الكفاية من التدفق الواضح إلى أنها أجرت عينة تعداد في يونيو 1962 والتي أشارت إلى أن عدد السكان الحقيقي ربما كان أقرب إلى 340.000. البطالة الهائلة بسبب الميكنة وظروف العمل القاسية وعدم الاستقرار السياسي في تركيا كلها عوامل شجعت الهجرة خارج تركيا.

### الهجرة إلى شمال غرب سوريا
على الرغم من تركز معظمهم في الشمال الشرقي بسبب القرب من كردستان، هاجر الأكراد إلى أجزاء أخرى من سوريا. على سبيل المثال، استقرت مجموعة من العلويين الأكراد، الذين فروا من اضطهاد الجيش التركي خلال مذبحة ديرسم، في مابيتا (المعبطلي ) في الثلاثينيات.

## إنشاء بلدات وقرى كردية في سورية
قدم الجغرافي الفرنسي إتيان دو فوما سردا لعدد المستوطنات المقامة لاستيعاب للمهاجرين الجدد ومواقعها في الجزيرة السورية. أنشئت هذه المستوطنات لمساعدة الوافدين الجدد على العمل في مشاريع المكننة الزراعية الناشئة في المنطقة. من أمثلة المستوطنات الجديدة، أنشئت في منطقة القامشلي اعتبارًا من عام 1932 بلدة واحدة وثمان وعشرون قرية وثمان وأربعون قرية صغيرة وتسع وعشرون مزرعة معزولة لقرى مستقبلية. إلى الشمال من عين ديوار (في منطقة المالكية ، أقيمت حوالي تسعين قرية. وقدر ضابط المخابرات الفرنسية عدد القرى في الحسكة (عاصمة المنطقة) بمائتين وخمسين قرية عام 1929. قفز هذا الرقم إلى 336 في عام 1935.

## هجرة القبائل الكردية إلى سوريا
يقدم الجغرافي الفرنسي بيير روندو (بالفرنسية: Pierre Rondot) وصفًا ثمينًا ومفصلاً لمناطق الاستيطان للقبائل الأصلية والوافدة للجزيرة، مادًا تركيزه إلى جبال طوروس في تركيا. في منطقة الجزيرة السورية، يذكر القبائل الكردية التالية في منطقة القامشلي ويعلق على أصولهم في تركيا ومواقع التأسيس الحالية:
- التشيتية: ينحدرون من الجبال الشمالية بقيادة خلف آغا واستقروا شرق القامشلي.
- بينار علي: عمال زراعيون يعيشون في القرى الواقعة غربي القامشلي حيث لا يملكون أراضٍ
- الدقورية: مزارعون مستقرون
- الكيكية: مزارعون مستقرون
- الملية: مزارعون مستقرون

ذكرت روندو أن استقرار كل هذه القبائل في المنطقة حديث ولكن الأحداث تطورت بسرعة مع تطور المشاريع الزراعية في المنطقة. في منطقة ديريك-عين ديوار، يذكر روندو قبائل حسينان وهارونان وعليكان، التي انحدرت جميعها من الجبال طوروس في تركيا قبل ثلاثة أو أربعة أجيال.

## النفوذ السياسي للأكراد الأتراك في سوريا
ينحدر معظم أعلام كرد سوريا من أصول تركية، ولا سيما عائلة بدر خان، والدكتور أحمد نظيف، وحسن حاجو آغا.